# Pyrenophora erythrospila
Pyrenophora erythrospila är en svampart som beskrevs av A.R. Paul 1972. Pyrenophora erythrospila ingår i släktet Pyrenophora och familjen Pleosporaceae.   Inga underarter finns listade i Catalogue of Life.